# Франц Динерт
Франц Динерт (1. јануар 1900 — 1978) био је немачки фудбалер који је учествовао на Светском првенству у фудбалу 1934. Играо је клупски фудбал са Карлсруе.